# Steereomitrium
Steereomitrium là một chi rêu trong họ Haplomitriaceae.